# Осек (гмина, Старогардский повет)
Осек (пол. Osiek) — сельская гмина (волость) в Польше, входит как административная единица в Старогардский повет, Поморское воеводство. Население — 2700 человек (на 2006 год).

## Демография
| Перепись                       | Всего   | Всего | Женщины | Женщины | Мужчины | Мужчины |
| ------------------------------ | ------- | ----- | ------- | ------- | ------- | ------- |
| Единицы                        | человек | %     | человек | %       | человек | %       |
| Население                      | 2434    | 100   | 1203    | 49,4    | 1231    | 50,6    |
| Плотность населения (чел./км²) | 15,6    | 15,6  | 7,7     | 7,7     | 7,9     | 7,9     |

## Соседние гмины
1. Гмина Любихово
2. Гмина Нове
3. Гмина Осе
4. Гмина Осечна
5. Гмина Скурч
6. Скурч
7. Гмина Сментово-Граничне
8. Гмина Сливице
9. Гмина Варлюбе